# Puccinia hyparrhenicola
Puccinia hyparrhenicola ist eine Ständerpilzart aus der Ordnung der Rostpilze (Pucciniales). Der Pilz ist ein Endoparasit des Süßgrases Hyparrhenia hirta. Symptome des Befalls durch die Art sind Rostflecken und Pusteln auf den Blattoberflächen der Wirtspflanzen. Sie ist ein Endemit der Kanaren.

## Merkmale

### Makroskopische Merkmale
Puccinia hyparrhenicola ist mit bloßem Auge nur anhand der auf der Oberfläche des Wirtes hervortretenden Sporenlager zu erkennen. Sie wachsen in Nestern, die als gelbliche bis braune Flecken und Pusteln auf den Blattoberflächen erscheinen.

### Mikroskopische Merkmale
Das Myzel von Puccinia hyparrhenicola wächst wie bei allen Puccinia-Arten interzellulär und bildet Saugfäden, die in das Speichergewebe des Wirtes wachsen. Aecien oder Spermogonien der Art sind nicht bekannt. Die haselbraunen Uredien des Pilzes wachsen unterseitig auf den Blattoberflächen der Wirtspflanze. Ihre ebenfalls dunkel zimt- bis haselnussbraunen Uredosporen sind breit eiförmig bis kugelig, 28–31 × 24–27 µm groß und fein stachelwarzig. Die Telien der Art sind nicht bekannt. Die goldbraunen Teliosporen sind zweizellig, in der Regel länglich oder langellipsoid und 33–40 × 16–19 µm groß; ihre Stiele sind hyalin und bis zu 15 µm lang.

## Verbreitung
Das bekannte Verbreitungsgebiet von Puccinia hyparrhenicola umfasst lediglich die Kanaren.

## Ökologie
Die Wirtspflanze von Puccinia hyparrhenicola ist das Süßgras Hyparrhenia hirta. Der Pilz ernährt sich von den im Speichergewebe der Pflanzen vorhandenen Nährstoffen, seine Sporenlager brechen später durch die Blattoberfläche und setzen Sporen frei. Die Art verfügt über einen Entwicklungszyklus, von dem bislang lediglich Uredien sowie deren Wirt bekannt sind; Telien, Spermogonien und Aecien konnten dem Pilz nicht zugeordnet werden.